# 苏谢
苏谢（法語：Souchez，法語發音：[suʃe]）是法国上法蘭西大區加来海峡省的一个市镇，属于阿拉斯区。

## 地理
苏谢（50°23'27"N, 2°44'34"E）面积6.75 平方千米，位于法国上法蘭西大區加来海峡省，该省份为法国北部沿海省份，西北濒北海，南至索姆省，东临北部省。
与苏谢接壤的市镇（或旧市镇、城区）包括：昂格尔、阿布兰圣纳泽尔、艾克斯-努莱特、卡朗西、日旺希昂戈埃勒、讷维尔圣瓦。

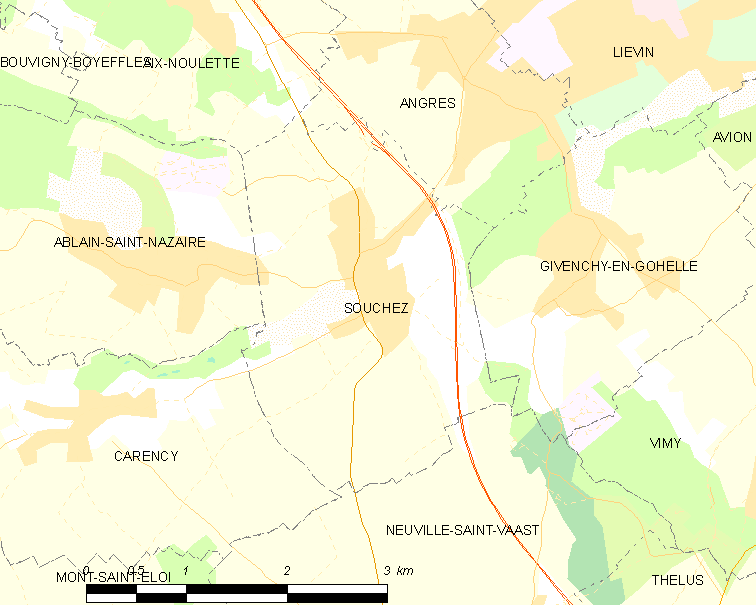
苏谢的OSM定位图

苏谢的时区为UTC+01:00、UTC+02:00（夏令时）。

## 行政
苏谢的邮政编码为62153，INSEE市镇编码为62801。

## 政治
苏谢所属的省级选区为比利莱米讷县。

## 人口

1962-2008年间苏谢人口变化图示

苏谢于2022年1月1日时的人口数量为2664人。